# 松平利綱
松平 利綱（まつだいら としつな）は、江戸時代前期の相模国玉縄藩の世嗣。官位は従五位下・佐渡守。

## 略歴
初代藩主・松平正綱の長男として誕生。正室は松平康重の娘。
寛永11年（1634年）、弟・正信と共に徳川家光に拝謁し、寛永13年（1636年）に叙任するが、家督相続前の寛永21年（1644年）に死去した。
代わって正信が嫡子となった。